# Margaretha Elisabetha van Leiningen-Westerburg-Schaumburg
Margaretha Elisabeth van Leiningen-Westerburg (Schadeck, 30 juni 1604 – Wildenfels, 13 augustus 1667) was een gravin uit de tak Leiningen-Schaumburg uit het Huis Leiningen en regentes van het Landgraafschap Hessen-Homburg.

## Leven
Leiningen, telg uit het geslacht Zu Leiningen, was het enige kind uit het eerste huwelijk van Graaf Christoffel van Leiningen-Westerburg (1575–1635) met Anna Maria Ungnad, Freiin van Weissenwolff (1573–1606). 
 Margaretha huwde op 10 augustus 1622 te Butzbach met Landgraaf Frederik I van Hessen-Homburg. Nadat hun tweede zoon was geboren, werd in Duitsland het primogenituur ingevoerd.
Na de dood van haar echtgenoot, op 9 mei 1636, werd Margaretha regentes van het Landgraafschap Hessen-Homburg. 

Haar jongste zoon was de hoofdfiguur in de roman Prinz Friedrich von Homburg van Heinrich von Kleist.

## Kinderen
Margaretha Elisabeth was de moeder van:
- Lodewijk Philipp (1623–1643)
- George (29 oktober 1626 - 24 december 1624) (Hij overlijdt voor zijn geboorte???)
- Willem Christoffel (1625–1681), Landgraaf van Hessen-Homburg

∞ 1. 1650 Prinses Sophie Eleonore van Hessen-Darmstadt (1634–1663)
∞ 2. 1665 Prinses Anna Elisabeth van Sachsen-Lauenburg (1624–1688)
- George Christiaan (1626–1677), Landgraaf van Hessen-Homburg

∞ 1666 Anna Katharina van Pogwischa (1633–1694)
- Anna Margaretha (1629–1686)

∞  1650 Hertog Philip Lodewijk van Sleeswijk-Holstein-Sonderburg-Wiesenburg (1620–1689)
- Frederik (1633–1708), Landgraaf van Hessen-Homburg

∞ 1. 1661 Gravin Margaretha Brahe (1603–1669)
∞ 2. 1670 Prinses Louisa Elisabeth van Koerland (1646–1690)
∞ 3. 1691 Gravin Sophia Sybilla van Leiningen-Westerburg (1656–1724)